# Walden (utwór)

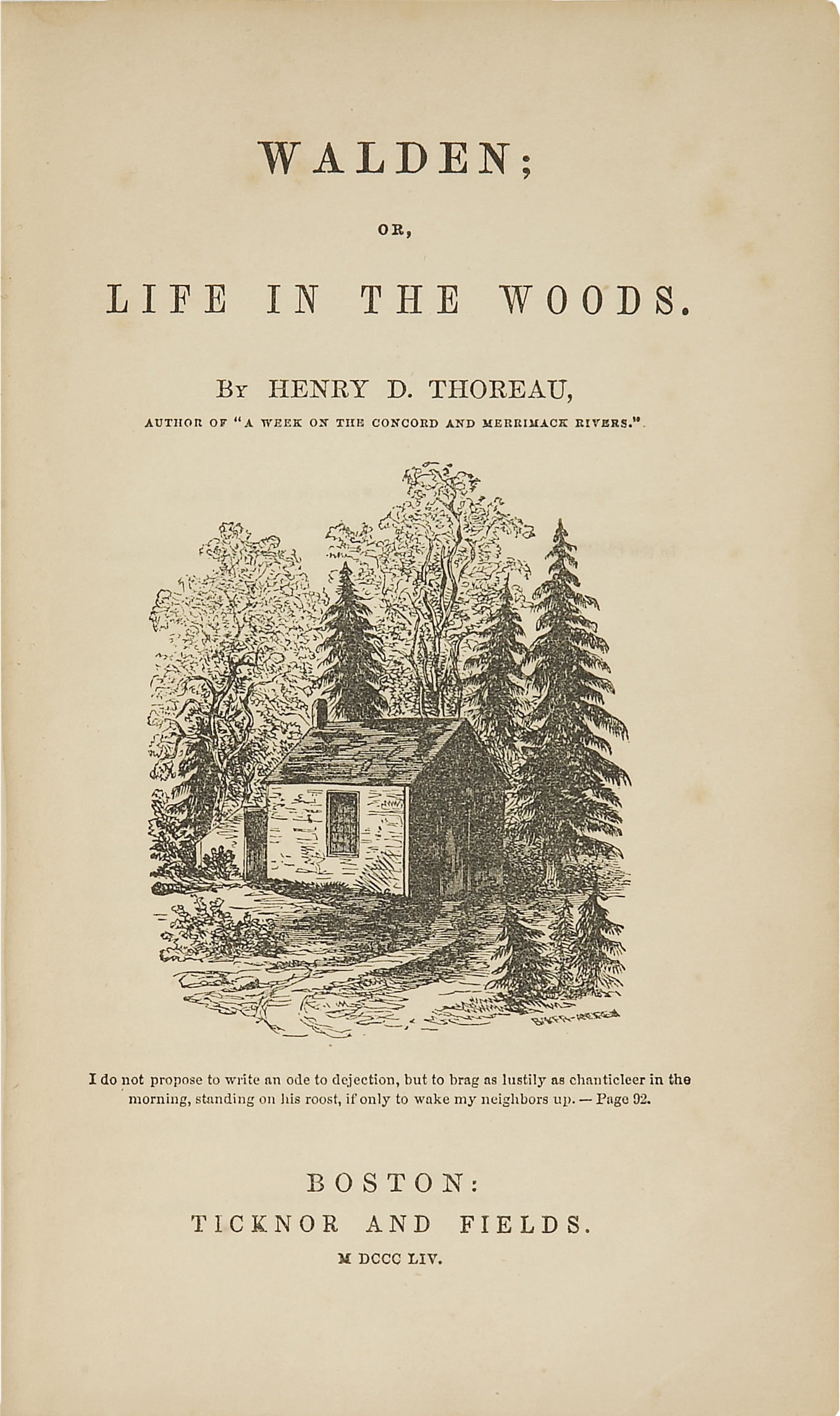
Walden, czyli życie w lesie – pierwsze wydanie. Ilustracja na okładce (wykonana przez siostrę autora) przedstawia dom, w którym mieszkał Thoreau.

Walden, czyli życie w lesie (ang. Walden, albo Walden; or, Life in the Woods) – zbiór 18 esejów filozoficznych napisanych przez Henry'ego Davida Thoreau w trakcie jego eksperymentu samotnego zamieszkiwania nad stawem Walden (4 lipca 1845 – 6 września 1847) w zbudowanym przez siebie domu na ziemi należącej do Ralpha Waldo Emersona w pobliżu Concord w stanie Massachusetts, dokończonych i opublikowanych w 1854 roku na własny koszt. Eseje mają postać autobiograficznej relacji z dwóch lat życia w lesie, jednak wydarzenia skondensowane zostały do jednego roku.
Książka ta nie jest ani powieścią, ani pełnoprawną autobiografią, ale społeczną krytyką współczesnego świata zachodniego, wraz z jego konsumpcjonizmem oraz obojętnością na niszczenie natury. Jej celem jest sprowokowanie czytelników do krytycznej oceny sposobu ich życia i myślenia. Thoreau zwraca uwagę na konieczność świadomej egzystencji: weryfikującej ogólnie przyjęte przekonania, nastawionej na poznanie siebie, niezależnej od wpływów innych ludzi, ograniczającej zbędne potrzeby, bliskiej przyrodzie. Natura jest dla niego źródłem poznania, a przebywanie w jej pobliżu wyrazem świadomości istnienia. Podkreśla, że każdy powinien znaleźć swój indywidualny sposób na życie, nie naśladując nikogo. Poczynania Thoreau mają wyraz optymistyczny, nacechowany wielką energią życiową.
Książka została starannie skomponowana, odnaleźć w niej można bogactwo figur retorycznych oraz aluzje do Biblii i dzieł filozofów, szczególnie wschodnich. Jest jednym z reprezentatywnych przykładów nurtu transcendentalnego w literaturze amerykańskiej.

## Szczegółowe streszczenie

### Gospodarka
Esej gospodarka rozpoczyna się od przedstawienia czytelnikowi powodów napisania dzieła. Autor ujawnia się w narracji pierwszoosobowej, posługuje się toposem skromności, połączonym z ironią: „Zatem tych czytelników, których nieszczególnie interesuje moja osoba, przepraszam, że podejmuję się [...]” oraz „Niestety, ograniczona skala doświadczeń zmusza mnie do poprzestania na temacie własnej osoby”. Zapowiada, że książka będzie opisem dwóch lat i dwóch miesięcy, które spędził nad stawem Walden, po czym powrócił do miasteczka Concord. Thoreau adresuje swoje dzieło do „obywateli Nowej Anglii”, zastanawiając się nad ich „kondycją” i sposobami zaradzenia ich problemom. Nie zwraca się do ludzi, którzy sobie radzą, choćby utrzymując stary porządek, ale do tych, którzy są niezadowoleni z życia.
Filozof wypowiada się także o pracy zarobkowej. Jako dyrektora szkoły, jego wydatki były nieproporcjonalne do zarobków, zaś celem pracy było tylko utrzymanie się, stąd zauważa bezsensowność całego przedsięwzięcia. Jako handlarz musiałby poświęcić dziesięć lat i prawdopodobnie również zasady moralne, aby „ruszyć naprzód”. Jako najbardziej odpowiadający sobie tryb życia Thoreau wybrał ograniczenie innych potrzeb na rzecz wolnego czasu: „Przekonałem się, że pracując około sześciu tygodni w roku, mogę sprostać wszystkim wydatkom”, „[...] praca dająca utrzymanie na naszej ziemi nie jest trudem, lecz rozrywką”.
Autor opisuje młodych mieszkańców miasteczka, którzy borykają się z odziedziczonymi farmami. Twierdzi, że spadek uniemożliwia im korzystanie z życia, gdyż muszą oni pracować na jego utrzymanie. Zaciągają kredyty, a spłacając je, narażają się na ubóstwo. Porównuje ludzi pracy do czarnoskórych niewolników, winą obarczając ich własne mniemanie o sobie. Rolnicy byt starają się zapewnić przez wynajmowanie farm i kredyty. Jeśli nawet któryś z nich zakupił farmę na własność, musi cały swój czas poświęcać na jej utrzymanie. Nie może się przeprowadzić, przez co dom staje się więzieniem właściciela. Odnosząc się do wykorzystywania zwierząt do obróbki pola twierdzi, iż zwierzęta trzeba utrzymywać, co pociąga za sobą obciążenia i przywiązanie do ziemi.
Nawet gdyby ludzi byłoby stać na posiadanie „pałaców”, cywilizacja nie uczyniła ich królami. „Jeśli zaś dążenia człowieka cywilizowanego nie przewyższają dążeń niecywilizowanego […] dlaczegóż miałby mieszkać lepiej aniżeli człowiek dziki?” Społeczeństwo akceptuje także istnienie nierówności społecznych: „pałace” sąsiadują z przytułkami.
Dalsze rozważania dotyczą schronienia. Thoreau zgadza się, że w Nowej Anglii jest ono niezbędne. Porównuje schronienie Adama i Ewy, Indian oraz Europejczyków. Twierdzi, że lepsza prymitywna, ale własna „skrzynia” niż wynajmowane mieszkanie, które trudno opłacić. Wyższość człowieka niecywilizowanego nad cywilizowanym polega na tym, że tego ostatniego nie stać na posiadanie własności. Thoreau nie zostawia suchej nitki na zwyczaju budowania okazałych budowli, stawiania wielkich pomników oraz monumentów. Faraona nazywa ambitnym cymbałem, a budowniczych piramid poniżonymi ludźmi. Piramidy porównuje do Banku Stanów Zjednoczonych. Twierdzi, że lepiej byłoby ten czas poświęcić na rozwój intelektualny i moralny.
Ludzie umówili się na jeden tylko sposób życia ze sobą, twierdząc, że zostali do takiego zmuszeni. Thoreau podkreśla, że sporo problemów udałoby się rozwiązać, gdyby ludzie nie pragnęli posiadać tego, co inni, tylko świadomie zastanowili się nad swoimi potrzebami. Modę ustalają żądni luksusu, a reszta podąża za nimi. Wygody stanowią przeszkodę w rozwoju duchowym ludzkości. Filozofowie byli zawsze biedni materialnie, ale bogaci duchowo. Człowiek, który zaspokoił podstawowe potrzeby, może zacząć szukać bardziej urozmaiconego pożywienia i pomnażać swój majątek, jednak może także „zacząć wakacje i zaniechać bardziej upokarzającej harówki”. „Czujne i zdrowe natury” powinny wypróbowywać wszelkie stare, sprawdzone sposoby życia i wymyślać własne, jeśli te okażą się nieodpowiednie. Starzy „nie przekazali mi nic istotnego i prawdopodobnie nie potrafią przekazać”. Niektórzy sądzą, że poprzednie pokolenia wszystko już odkryły i opisały, jednak „nigdy […] nie zmierzono ludzkich możliwości”.

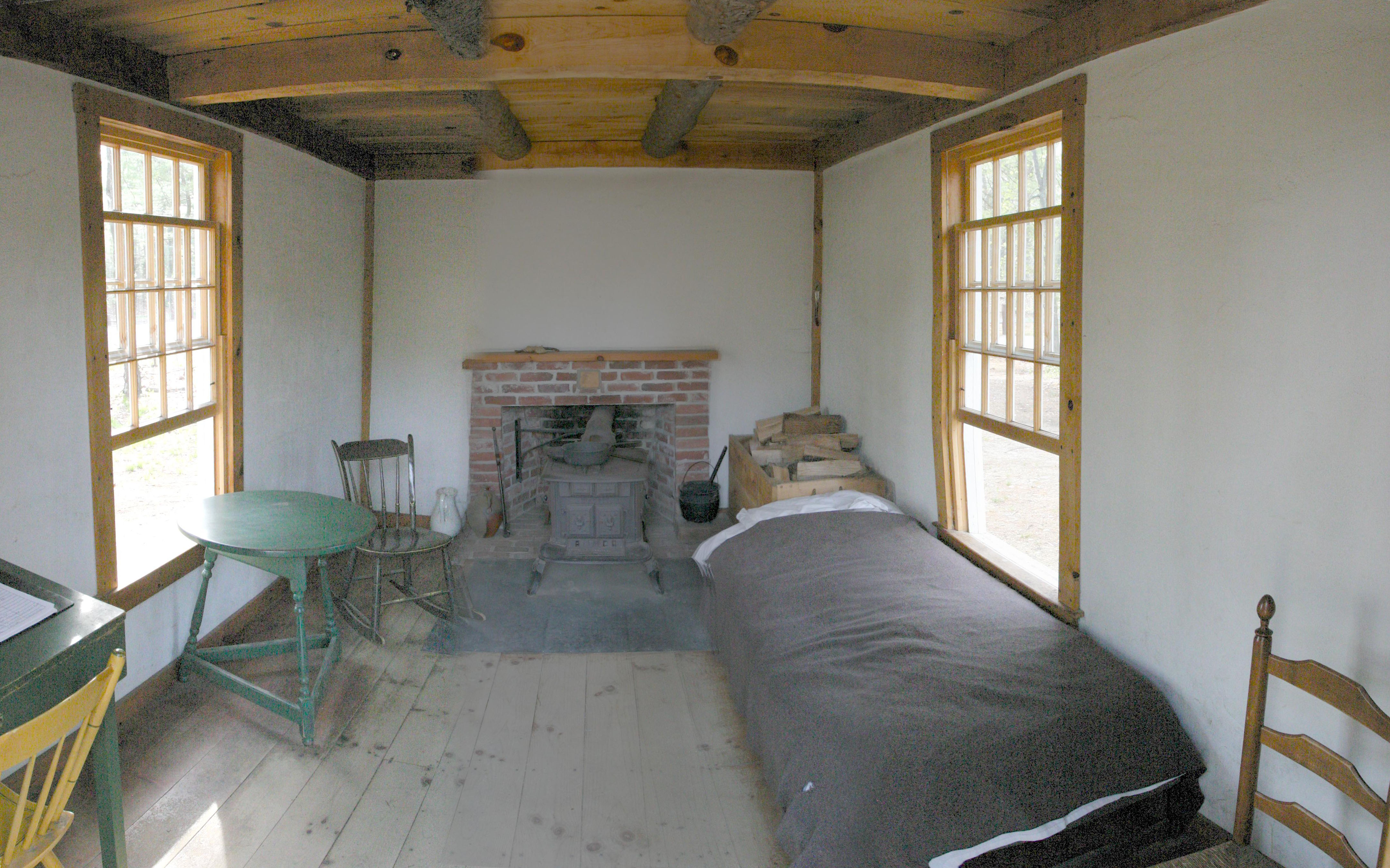
Rekonstrukcja wnętrza domu Thoreau

Thoreau sugeruje, iż prymitywne życie nauczyłoby człowieka, co naprawdę jest ważne, oraz jak zaspokoić niezbędne potrzeby. Potrzebą życiową jest jedzenie, jednak gotowanie jedzenia już nie. Niezbędne jest ciepło, ale mieszkańcy różnych kontynentów radzą sobie w różnych warunkach, tak więc Europejczyk może mylnie określać wymagany poziom ciepła. Nie zawsze konieczne są schronienie i odzież; w niektórych klimatach jest dosyć ciepło, aby obyć się bez nich. Nowa Anglia się do nich nie zalicza, toteż człowiek do przeżycia potrzebuje: żywności, odzieży, schronienia i opału. Istotne są także narzędzia: nóż, siekiera, łopata, taczka i inne. Uczonym potrzebna jest także lampa, artykuły piśmiennicze i książki.
Praktyczne zagadnienie zdobycia odzieży stało się pretekstem do kolejnego minieseju w eseju: o modzie. Kupując odzież należy się przede wszystkim kierować praktycznym jej zastosowaniem (Thoreau zauważa jednak istnienie „warunków społecznych”). Ludzie przywiązują zbyt wielką wagę do czystości ubrania, a zbyt małą do czystości sumienia i innych, mniej powierzchownych spraw. Ubranie najlepiej kupić używane, gdyż jest stosunkowo niedrogie. Odzież nie powinna świadczyć o człowieku w takim stopniu, jak ludzie to postrzegają. „Skoro jednak moja marynarka i spodnie, kapelusz i buty są odpowiednie do tego, bym chwalił w nich Boga, wystarczą mi też na inne okazje, nieprawdaż?” Człowiek powinien zmieniać ubranie na nowe tylko wtedy, gdy zmieni się on sam. Moda, jako ustalana dla ogółu, traktuje ludzi jak wieszaki na ubrania, zapominając o indywidualności. Powaga danego ubioru pochodzi od osoby, która go nosi, a nie od ubioru samego w sobie.
Sztuka pomaga oderwać się od szarej codzienności, jednak utrudnia zwrot ku lepszym wartościom, będąc ich substytutem.
W dalszej części Gospodarki Thoreau opisuje praktyczną budowę chatki nad Waldenem, przeplatając relację obrazami przyrody. W marcu 1845 rozpoczął ścinanie drzew, w kwietniu postawił „zrąb domu”. Przedtem zakupił okazyjnie zniszczoną chałupę Jamesa Collinsa, którą rozebrał na deski i gwoździe. W maju pomogli mu w budowie Emerson, Alcott i Channing. W domu ze ścianami i dachem zamieszkał czwartego lipca, jesienią dobudował komin do paleniska. Autor zauważa, że sama koncepcja domu wcale nie musi zakładać okien, drzwi, piwnicy itd.; powinno być wpierw rozważone, czy te elementy są potrzebne, i czy dom powinien być konstrukcją naziemną. Odnosząc się do ozdób architektonicznych, Thoreau twierdzi, że te powinny wynikać z istoty rzeczy, podobnie jak skorupa żółwia jest „plamista” nie bez powodu.
Filozof ma świadomość, że nikt ze społeczności miejskiej nie zrozumie i nie doceni jego projektu. Przekonawszy się, że nikt nie pomoże mu w zamierzeniach, postanowił sam zająć się wszystkim: „Dobrze jest […] być jednocześnie pilotem i kapitanem, właścicielem i poręczycielem [...]”.
Wybudowanie domu nad Waldenem kosztowało 28 dolarów i 12 i pół centa. Na „nieoczekiwane wydatki” zebrał 8 dolarów, 71 i pół centa sprzedając produkty rolne z pola „piaszczystej ziemi”, które uprawiał nieopodal chaty. Podane są także wyliczenia wydatków i przychodów, pochodzących z dorywczej pracy w miasteczku.
Kolejne przemyślenia odnoszą się do edukacji i nauki: Thoreau jest zwolennikiem szkoły życia, twierdzi że studenci uczą się wielu rzeczy w teorii, jednak w praktyce nie potrafią ich zastosować. Sam miał na liście zajęć w Harvardzie nawigację, jednak więcej by się nauczył, wypływając z portu statkiem.
Na przykładzie kolei i telegrafu filozof wyjaśnia, że wraz z postępem technicznym społeczeństwo nie rozwija się umysłowo: nie potrafi zrobić dobrego użytku z wynalazków, a większość ludzi i tak nie stać na nie.
Obiad autora składał się z talerza gotowanej kukurydzy cukrowej z poletka i soli. Placki chlebowe wypiekał z mąki żytniej i kukurydzianej, również z dodatkiem soli, bez drożdży. Dzięki temu Thoreau był samowystarczalny pod względem pożywienia. Jego zdaniem monotonny sposób odżywiania nie szkodzi zdrowiu.
Meble powinno się posiadać tylko niezbędne, najlepiej otrzymać je od kogoś, komu nie są potrzebne, kupić używane lub zrobić samemu. Dzięki temu nie będą one miały większej wartości i nie będą dodatkowym obciążeniem przy przeprowadzce oraz bez żalu będzie je można wyrzucić. Wartość mebli należy mierzyć ich użytecznością w danej chwili.
Autor rozwodzi się nad filantropią oraz swoim rzekomym egoizmem. Jego zdaniem każdy powinien zajmować się tym, do czego czuje predyspozycje. Domaga się sprawiedliwej oceny dobroczynności, jako że pomoc dotyczyć powinna nie tylko biedaków, nie może być nieszczera oraz powinna trafiać w potrzeby osób, którym się pomaga. Pieniądze podarowane biedakowi nie rozwiążą wszystkich problemów. Jego bieda może wynikać z niedostatecznego rozwoju moralnego i umysłowego, i właśnie tym należałoby się zająć najpierw: „[...] prorocy i zbawcy nie tyle krzepili ludzi w nadziei, ile pocieszali zlęknionych”, „Nie należy pozostawać nadzorcą ubogich, trzeba dążyć do kondycji jednego z najgodniejszych [...]”. Zauważa także, że chęć ulepszania świata pochodzi często z urazów osobistych.
Esej kończy się wierszem Thomasa Carewa Pretensje ubóstwa. Tytułem opatrzył Thoreau.

### Gdzie żyłem i po co
Esej rozpoczyna się od zreferowania zwyczaju autora do wizytowania farm „12 mil od domu”, w trakcie których przejawia chęć kupna, nie mając jednak pieniędzy (i nie informując o tym fakcie posiadaczy). Na farmach mu się podoba, jednak nie chce się niczym wiązać. Zwyczaj ten, zwany przez niego eksperymentem, porównuje do eksperymentu zamieszkiwania nad Waldenem.
Kolejno następuje opis okolic stawu oraz zwyczajów mieszkaniowych autora. Między innymi lubi on siedzieć przed drzwiami na dworze nawet w największy deszcz.
Według Thoreau poranek powinien się rozpoczynać wówczas, gdy on się budzi, gdyż „rano duch usiłuje prowadzić szlachetniejsze życie”. Postuluje przy tym rozciągnięcie poranka na cały dzień.
Autor zamieszkuje w lesie, aby „żyć świadomie”, „najbardziej ważkimi kwestiami”, „abym w godzinie śmierci nie odkrył, że nie żyłem”. Chce wyciągnąć własne wnioski na temat życia, aby nie być jak większość ludzi, którzy chwalą „Pana i wiernie mu służą”, przy czym dla nich „Pan” może być diabłem lub Bogiem.
Odnosząc się do postępu technicznego Thoreau twierdzi, że ludzie żyją zbyt szybko i nie zastanawiają się nad tym, po co właściwie to robią. „Jeżeli natomiast będziemy siedzieć w domu i pilnować własnego nosa, komu będą potrzebne koleje? To nie my jeździmy koleją, to ona jeździ nam po głowie”. Autor metaforycznie porównuje Irlandczyków i Jankesów pracujących przy budowie kolei do podkładów, po których ta kolej jeździ.
Telegraf oraz poczta w większości przypadków służą do przesyłania informacji mało istotnych, jakby liczył się tylko czas i ilość przesyłanych informacji. Gazety z faktami o zamordowanych ludziach, spalonych domach czy przejechanych krowach są o tyle istotne, że na podstawie wiadomości o jednym wypadku, można sobie wyrobić pogląd na wszystkie tego typu. Informacja o Rewolucji Francuskiej dla Thoreau również nie jest ważna. Istotne są za to myśli, które nie przemijają.
Filozof apeluje, aby życie spędzić na pojmowaniu. Według niego ludzie w Nowej Anglii patrzą, lecz nie „przenikają wzrokiem powierzchni rzeczy”. Postuluje spędzenie chociaż jednego dnia „rozważnie jak Natura”, nie angażując się w nurt życia ludzi, nie poddając się presji pracy i opinii innych. Być może w taki sposób uda się stworzyć nowe społeczeństwo i nowy sposób postrzegania rzeczy.

### Lektura
Thoreau nazywa klasyczne lektury greckie i łacińskie „skarbnicą najszlachetniejszych myśli ludzkości”. Twierdzi, że różnią się one od „trywialności ulicy”. Daje również świadectwo znajomości języków klasycznych, czytając Iliadę w oryginale. Mówi o niedoskonałości przekładów. Porównuje też język pisany do mówionego: ten pierwszy to „dojrzała forma” drugiego. Jego zdaniem powinno się czytać dzieła trudne, najlepszą literaturę, gdyż w przeciwnym razie „rozmowy i sposób rozumowania pozostają na bardzo niskim poziomie”. Autor krytykuje powieści odcinkowe w gazetach i niewymagające romanse. Droga rozwoju intelektualnego, którą ludzie przebywali w starożytności, jest taka sama, jak dzisiaj. Powinniśmy czytać klasyków, aby znaleźć odpowiedzi na nasze pytania i uczyć się tolerancji. Filozof podkreśla konieczność kształcenia się także po wyjściu ze szkoły. Twierdzi, że ludzie w miasteczku zajmują się przyziemnymi sprawami, a władze wydają pieniądze na ratusz, zamiast utrzymywać salę wykładową.

### Dźwięki
W eseju autor tłumaczy się ze swojego, leniwego w oczach innych, sposobu życia. „Impuls do codziennych zajęć musi znaleźć człowiek w sobie samym”. Twierdzi, że wykonywanie codziennych obowiązków może być przyjemnością: należy słuchać swojego „ducha”, a życie nie będzie nudziło i zawsze znajdą się nowe perspektywy.
Kolejno następuje poetycki opis pociągów, dochodzących do Concord oraz pomysłowości ludzi handlu. Autor wymienia towary przewożone koleją, jej punktualność, hałas, przewozy w porze zimowej, komentuje rozkład jazdy i emocje towarzyszące ludziom. Wykazuje przy tym nieco zdziwienia, jest biernym obserwatorem, czasem krytykuje obecny ustrój. Gdy kolej odjeżdża, cała okolica cichnie i można wsłuchiwać się w śpiew ptaków, muczenie krów, szczekanie psów i daleki turkot wozów.

### Samotność
Thoreau opisuje sposób udostępniania swojego domu gościom podczas jego nieobecności: pozostaje on otwarty przez cały czas dla wszystkich chętnych, ci zaś zostawiają po sobie czasem jakieś ślady, po których właściciel rozpoznaje, że ktoś z niego korzystał.
Filozof twierdzi, że świetne towarzystwo można znaleźć w każdym tworze natury: „w najczarniejszą melancholię nie popadnie ten, kto żyje pośród Natury, albowiem znajduje w niej spokój dla swoich zmysłów”. Według niego „siła kształtująca istnienie” znajduje się w przyrodzie i to z nią człowiek jest spokrewniony, więc przebywając wśród natury nie czuje się samotny: „Tak wyraźnie uświadomiłem sobie, że otacza mnie coś pokrewnego, że istnieje to nawet w scenach, które przywykliśmy nazywać gwałtownymi i strasznymi [...]”. Z drugiej strony człowiek ma usposobienie filozofa i może za pomocą myśli „stanąć obok siebie w pełni władz umysłowych”, co pozwala mu pozostać krytycznym.
Thoreau porównuje samotność studenta i farmera. Pierwszy cały dzień oddaje się nauce, a wieczorem szuka towarzystwa na zewnątrz; farmer cały dzień przebywa w polu, zaś wieczorem przebywa w towarzystwie rodziny. „Człowiek, który rozmyśla czy pracuje, zawsze jest sam, przeto uszanujmy jego wolę”.
Autor twierdzi także, że samotność nie można mierzyć odległością od innych ludzi, a „towarzystwo to rzecz przeważnie tandetna”, gdy spotykamy się zbyt często, aby te spotkania mogły być dla nas wartościowe.

### Goście
Autor zapewnia na początku eseju, że lubi towarzystwo w stopniu podobnym do innych ludzi. Stwierdza, że przyjmowanie gości przy braku wystarczającej ilości krzeseł czy pożywienia, lub proponowanie wędrowcom wody ze stawu, nie jest niegościnnością, ponieważ oferuje innym takie same warunki, jakich sam doświadcza. Jeżeli ktoś go próbuje ugościć lepiej niż żyje sam na co dzień, dla Thoreau jest to sygnałem, że sprawia mu kłopot.
Filozof metaforycznie opisuje konwersację z innymi ludźmi: wielkie słowa i wielkie myśli potrzebują przestrzeni i czasu na dotarcie do rozmówcy. Nieznaczące myśli można wymieniać szybko, będąc blisko siebie.
Thoreau wspomina o kanadyjskim drwalu, którego czasem widuje w lesie. Postrzega go jako człowieka niewykształconego i ograniczonego, który jednak posiadł mądrość życiową, przebywając w oddaleniu od społeczeństwa: „Potrafiłby lepiej aniżeli filozof bronić istnienia wielu instytucji, albowiem opisując je na podstawie swojego praktycznego zetknięcia się z nimi, mówił o rzeczywistych racjach ich rozpowszechnienia się – żaden z powodów nie był wynikiem jego dociekań”. Drwal jest szczęśliwy, szczery, ma własne zdanie i potrafi uczciwie ocenić swoją osobę, w tym przyznać się do swoich braków. Jego pobudki były jednak „zwierzęce” – korzyść i wygoda.
Thoreau wspomina także o innych, mniej wartych odnotowania gościach, oraz o swoim zaangażowaniu w pomoc niewolnikom.

Mapa okolicy stawu Walden z zaznaczonymi miejscami przebywania Henry'ego Dawida Thoreau.

### Poletko fasoli
Mieszkaniec domu nad Waldenem podaje szczegółowe porady na temat uprawy fasoli, opisuje swoją pracę na polu: podkreśla jej jednoczącą z naturą wartość, nazywa ją także „osobliwą”, gdyż nie do końca rozumie jej znaczenie. Mówi o etosie pracy na roli, o czczeniu ziemi, które w jego czasach zamieniło się w rabowanie w celu osiągania maksymalnych zysków. Podaje przykład rolników, którzy czasem przechodzą koło jego pola, dziwiąc się rzekomej nieudolności jego uprawy. Opisuje także dźwięki dochodzące z miasteczka jako nic nieznaczące z oddali jego domostwa, tworząc paralelę do indywidualności oraz równego traktowania wszystkich przez naturę, której słońce świeci tak samo nad każdym polem. Ziarna fasoli porównuje do takich metaforycznych ziaren, jak: „szczerość, prawda, prostota, wiara, niewinność i tym podobne”, których „sianiem” zamierza się zająć w przyszłym roku, mając na myśli ludzi. Niestety, ten eksperyment nie przyniósł „plonów”. Thoreau ma tu na myśli ludzi, którzy zatracają się w swojej pracy, nie zastanawiając się nad jej ostatecznym celem. „Nie powinniśmy zatem obcować z człowiekiem wciąż zaharowanym, wspierającym się na motyce czy łopacie jako ten kołek pośród własnej pracy, atoli z takim, co podnosi się nad ziemię wyżej aniżeli grzyb, jedynie częściowo nad nią wyniesiony, z kimś podobnym do jaskółek, które właśnie sfrunęły z wyżyn i stąpają po ziemi”.

### Miasteczko
Filozof chwali się, że pracuje zwykle do południa, idzie się kąpać do stawu, a dalszą część dnia ma wolną. Codziennie lub co drugi dzień chodzi do miasteczka: po zakupy, odwiedzić Emersona, obserwować mieszkańców. Concord widzi jako miejsce, gdzie ludzie oczekują na nowiny i plotki, obserwują przechodniów i zbierają się towarzysko w banku, sklepie spożywczym, szynku, na poczcie.
W dalszej części Thoreau opowiada o swoich powrotach ciemnym lasem do domu – nie sprawiają mu one trudności, dzieje się to automatycznie, a jego myśli błądzą gdzieś daleko, tak że nie pamięta nawet drogi powrotnej. Mieszkańcy Concord miewają problemy z orientacją w lesie czy nawet w samym miasteczku. Zabłądzenie w lesie Thoreau ocenia jako wartościowe przeżycie, które pozwala docenić „bezmiar i obcość Natury”.
Pewnego razu podczas spaceru uwięziono go w Concord za niezapłacenie podatku. Nie zrobił tego, ponieważ państwo handluje niewolnikami. Szczegółowy opis znajduje się w eseju Obywatelskie nieposłuszeństwo.
Dom nad Waldenem nigdy nie był zamykany, każdy podróżny mógł skorzystać z ogniska, książek i dachu nad głową. Thoreau życzyłby sobie, aby w społeczeństwie wszyscy żyli prosto, tak by nikt nie miał potrzeby nikogo okradać, zaś rząd był wzorem, cieszącym się szacunkiem obywateli.

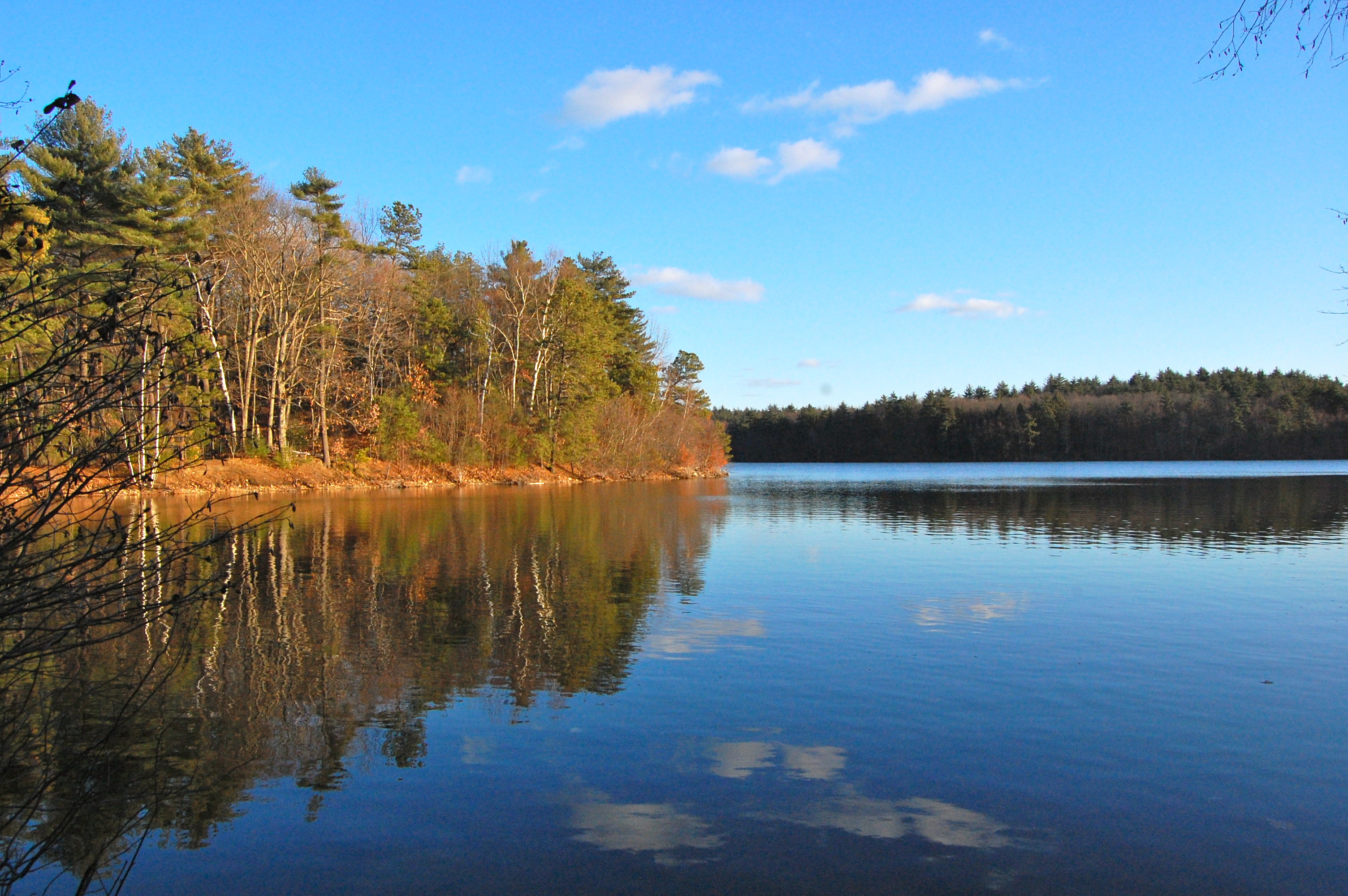
Staw Walden

### Stawy
Thoreau podaje informacje i przemyślenia na temat Waldenu: mówi o stosunkach wodnych: o poziomie wody, o wznoszeniu i opadaniu lustra wody; o linii brzegowej, o legendzie powstania Stawu, o rybakach i swoich odczuciach. W eseju przedstawiony został także staw Flinta, jako staw, którego właściciel nigdy nie kochał, a jego wartość przelicza tylko na dolary. Thoreau oburza się, że staw został nazwany imieniem tego farmera. Wspomniany jest także staw White i historia wydobycia zbutwiałej sosny. W eseju zawarta jest myśl niszczycielskiego wpływu człowieka na przyrodę.

### Farma Bakera
Filozof opowiada o swoim spotkaniu z Johnem Fieldem, Irlandczykiem, który wynajmuje ziemię od farmera z sąsiedztwa za pracę na jego polu. Według relacji Thoreau rodzina żyje w brudzie z kurczakami, jest głodna, a ojciec rodziny ciągle pracuje. Dla kontrastu opowiada on Fieldowi o swoim czystym domu, ograniczeniu pożywienia zwierzęcego, zbytków i używek, dzięki czemu nie musi na nie pracować, oraz możliwości złapania w dwie godziny ryb na dwa dni utrzymania, co jest bardziej rozrywką niż pracą. Farmer jest jednak nieprzekonany, nie widzi możliwości porzucenia obecnego trybu życia.

### Szczytne zasady
Thoreau mówi o jedzeniu i polowaniu na zwierzęta, czystości oraz prymitywnych popędach wewnątrz człowieka, które każą mu zaspokajać naturalne instynkty. Przeciwstawia zwierzę duchowi. „Jest tylko jedna zmysłowość, choć przybiera różne formy, istnieje tylko jedna czystość”. Jego zdaniem trudno przygotować jedzenie, które  by „nie raziło uczuć estetycznych”, „jedyny napój mądrego człowieka stanowi woda”, a „przeznaczeniem gatunku ludzkiego, w miarę stopniowego postępu, jest po części skończyć z jedzeniem zwierząt”. Podkreśla przy tym, że sam nie żyje w czystości i poluje na zwierzęta. Dla niego walka z prymitywnymi instynktami służy wzmocnieniu „wyższej natury”, co powinno być celem człowieka: „najwłaściwiej byłoby narzucić sobie jakiś nowy rodzaj prostoty, aby umysł zstąpił do ciała i odkupił je, oraz traktować siebie z coraz większym
szacunkiem”.

### Zwierzęta sąsiadami
Esej rozpoczyna się od dialogu Thoreau z Williamem Ellery Channingiem młodszym, gdzie obaj występują odpowiednio w rolach pustelnika i poety. Wybierają się na ryby. W dalszej części autor wymienia zwierzęta, zamieszkujące nad Waldenem: między innymi mysz podjadającą mu ser ze śniadania, czajkę, drozda, kuropatwę i jej małe, szopa, wydrę, słonkę, nura, dzikiego kota, dzikie kaczki i inne. W eseju znajduje się także rozbudowany opis bitwy mrówek, porównany do Bitwy pod Concord z Brytyjczykami. Thoreau zauważa, że mrówki walczyły z zaangażowaniem o zasadę, a w bitwie nie brał udziału żaden najemnik.

### Ogrzewanie domu
Thoreau opowiada o przyjściu zimy, budowie komina w domu oraz tynkowaniu ścian. Podaje daty zamarzania Waldenu z siedmiu lat. Docenia rolę drewna, które potrzebne jest wszystkim ludziom, niezależnie od ich statusu społecznego i czasu, w którym żyją. Notuje pojawienie się w jego mieszkaniu os i kretów. Esej kończy się wierszem Ellen Hooper, będącym inwokacją do płomienia.

### Poprzedni mieszkańcy i zimowi goście
W eseju wymienieni są poprzedni mieszkańcy obszaru wokół Waldenu. Opisane zostało gaszenie pożaru oraz charaktery niektórych sąsiadów. Thoreau zastanawia się dlaczego osiedle wyrosłe wokół Waldenu zanikło, a pozostało miasteczko Concord. Opowiada też o swoich spacerach w największym śniegu w tereny górskie. Wśród zimowych gości wymienia Williama Ellergy'a Channinga młodszego, Emersona oraz Amosa Bronsona Alcota.

### Zwierzęta zimą
Thoreau wymienia sowy, lisy, wiewiórki, polne myszy, zające, króliki, sójki, sikory i kuropatwy. Przytacza także historię dzikich psów, które odłączywszy się od pogoni za lisem, zamieszkiwały las na własny rachunek.

### Staw w zimie
W eseju autor opowiada o rybakach, wyrąbujących przeręble na Waldenie, i złowionych przez nich szczupakach. Referuje także przeprowadzone przed zamarznięciem stawu dokładne sondowanie dna z roku 1846. Załączona jest także mapa stawu z naniesionymi pomiarami głębokości (ponad 100 pomiarów) w skali 1:1920. Na podstawie zdobytej wiedzy Thoreau oznaczył w przybliżeniu najgłębsze miejsce stawu White, co sprawdził później doświadczalnie, pomylić miał się o 100 stóp. Prawa natury, nieznane w większości człowiekowi, umożliwiają wyciągnięcie wniosków co do wyników. Thoreau zastanawia się, czy podobnie jak z pomiarami stawu, można „wywnioskować, jaką człowiek ma głębię i ukryte dno” na podstawie jego codziennych zachowań, otoczenia, wyglądu. Autor pisze też o „falowaniu lodu”, które uniemożliwia używanie na nim poziomnicy. Zastanawia się czy można to zjawisko wykorzystać do pomiaru „falowania skorupy ziemskiej”. Opowiada także o oddziale „stu ludzi z
Hyperborejskiego oddziału wydobywczego”, którzy przyszli nad Walden wyrzynać bryły lodu, które zostały potem wywiezione koleją. Sterta około 10 000 ton z przełomu lat 1846–47 nie została wywieziona i miała nie stopnieć całkowicie do września 1848.

### Wiosna
Thoreau notuje temperatury w środku oraz przy brzegach na Waldenie i stawie Flinta wraz z datami. Opowiada o zjawiskach, towarzyszących topnieniu lodów i śniegów, o roztopach, nadejściu wiosny, przylocie ptaków. Stwierdza, że „dzień stanowi streszczenie roku”, odnosząc się do ocieplania wody. Mówi o dźwiękach wydawanych przez pękający lód, o kształtach wyrytych w piasku i glinie przez spływającą wodę. Obserwacje przeradzają się w refleksję nad bogactwem natury. Rozdział kończy się słowami: „Tedy upłynął mój pierwszy spędzony w lesie rok. Drugi był do niego bardzo podobny. Wyprowadziłem się znad stawu Walden szóstego września 1847 roku”.

### Zakończenie
W zakończeniu Thoreau proponuje ludziom autorefleksję, której przeciwstawia podróżowanie w odległe regiony: „Gdyby ktoś znał wszystkie języki […] gdyby podróżował dalej niż inni wędrowcy, czuł się swojsko we wszystkich krainach i skłonił Sfinksa, aby ten roztrzaskał sobie głowę o kamień, nawet wtedy powinien być posłuszny przykazaniom starego filozofa i poznać samego siebie”. Thoreau narzeka na niemożność wyrażenia swoich odczuć w języku: „obawiam się […], że mój sposób wyrażania się […] niedostatecznie wykroczy poza wąskie ramy mojego codziennego doświadczenia, aby opowiadać o prawdzie, o której jestem przekonany”, „Chciałbym móc się gdzieś wypowiedzieć bez ograniczeń”. Gani normalność rozumianą jako to, co ludzie przeciętni uznają za normalne: „Śmieszne wymagania stawiają Anglia i Ameryka – należy mówić takim językiem, aby one rozumiały” oraz „Dlaczego zawsze mamy się
zniżać do najbardziej przytępionego sposobu postrzegania i chwalić go jako zdrowy rozsądek?” Nie zgadza się też z postrzeganiem przeszłości jako okresu większych osiągnięć cywilizacyjnych w porównaniu z teraźniejszością. Nie podoba mu się naśladowanie sposobu życia innych, aby osiągać sukcesy: „Jeżeli człowiek nie dotrzymuje kroku swoim towarzyszom, może dzieje się tak dlatego, że słyszy dźwięki wybijane przez innego dobosza?” Ludzie niezwykli zmieniają we własnym tempie rzeczywistość dookoła. Thoreau podaje przykład artysty, który chciał wyrzeźbić idealne berło, co zabrało mu więcej czasu niż zwykły człowiek może żyć: „artysta ustanowił nowy system, świat pełnych i czystych proporcji, w którym stare miasta i dynastie zastąpione zostały piękniejszymi i wspanialszymi”. Autor zwraca także uwagę na nieodpowiedniość naszego wyobrażenia do rzeczywistości „Na skutek ułomności naszej natury [...]”. Podpowiada, że szczęście zależy od stanu umysłu, a niezadowolony zawsze znajdzie powód do narzekania. Filozof cieszy się, że żyje zgodnie ze swoim rytmem i Bożym zamysłem, tym samym opierając życie na twardych fundamentach. Pragnie prawdy i niezakłamania u innych. Podkreśla pychę ludzi, przeciwstawiając ich mądrość i dokonania wielkości Boga, jednocześnie wskazując na kruchość i zmienność życia. Ostatni akapit podaje w wątpliwość zrozumienie przez zwykłego czytelnika wszystkich myśli przedstawionych w książce, a także zaprasza do świadomego kształtowania własnego życia.

## Analizy, interpretacje i odbiór krytyczny

### Kompozycja
Osiemnaście esejów, przedstawiających wydarzenia dwóch lat, dwóch miesięcy i dwóch dni, ukazanych jakby trwały jeden rok, według Haliny Cieplińskiej zostały zespolone na zasadzie kontrastu (Samotność – Goście), chronologii (Staw zimą – Wiosna) lub przenikaniu akapitów (Lektura i Dźwięki). Najważniejsze rozdziały znajdują się na początku (Gospodarka), w środku (Szczytne zasady) i na końcu (Zakończenie).  Jak zauważa Matthiessen, pozycja obserwatora, przyjęta w drugim eseju, rozwija się do krytyki Lektury, ta zaś rozważa sprawy związane z samym językiem (Dźwięki), które milkną wraz z odchodzącą koleją, co skłania do refleksji nad Samotnością, kontrastową dla kolejnego eseju: Goście, itd. Książka rozpoczyna się mottem „Nie planuję napisać ody do
zniechęcenia, lecz będę się przechwalał z takim zapałem jak kogut, który wskoczył rano na grzędę, aby niezwłocznie obudzić sąsiadów”.

### Narracja
Narracja w Waldenie jest pierwszoosobowa, główny bohater, narrator i autor mogą być utożsamieni. W pierwszym rozdziale znajdują się bezpośrednie metatekstowe uwagi na temat właśnie narracji i literatury. W tekście znajduje się mnóstwo aluzji, w postaci mowy niezależnej i zależnej, jawnych i niejawnych, do Biblii, współczesnych naukowców, antycznych pisarzy, przysłów, wschodnich systemów filozoficznych i religijnych. Autor często używa mowy pozornie zależnej do przedstawienia opinii mu współczesnych. W obrębie eseju używane jest zamiennie pierwszoosobowe referowanie o czynach i wydarzeniach zachodzących w lesie z bezosobowym wywodem publicystyczno–naukowym. Narrator stosuje też pośrednie zwroty do czytelników.

### Przełom percepcyjny
Tadeusz Sławek nazywa Thoureau filozofem dążącym do przełomu percepcyjnego. Thoreau chce opisać egzystencję poprzez doświadczenie bytowania pozbawionego wszystkiego,  co jego zdaniem jest zbędne (Sławek nazywa to „ogołoconym bytowaniem”). Zbędne są zaś prawa ustanowione przez społeczeństwo. Thoreau dąży do doświadczenia stanu istnienia przed posiadaniem, zanim stał się częścią społeczeństwa: „»Zrozumieć życie« musi zatem oznaczać cofnięcie się do granicy, w której ziemia, ptak i człowiek zespalają się w jednej przestrzeni ogołocenia”. Thoreau chce doświadczyć niefamiliarności świata, w którym jednak jest zanurzony i jest jego częścią. Jednym z najtrudniejszych jego zadań ma być odrzucenie gotowych myśli i idei stworzonych przez innych do opisu ich własnego doświadczenia świata. Opisu egzystencji
dokonać próbuje, pozostając w bliskim kontakcie z naturą, a więc starając się nie wychodzić poza porządek materialny. Bytowanie u Thoreau wiąże się nie tylko z doświadczeniem piękna natury, ale także jej bezwzględności. Zrozumienie ludzkiej egzystencji ułatwia znajomość fizjologii: co człowiek musi jeść, ile ciepła potrzebuje do przeżycia, czy potrzebuje schronienia, itp. Ludzka fizjologia staje się bardziej uchwytna, gdy „stowarzyszy się [ją] z fizjologią bytowania świata”, a z tej najważniejsza jest pogoda, bo decyduje ona o naszym samopoczuciu, łatwości myślenia oraz możliwości przeżycia. Stąd istotne miejsce pogody w Waldenie. Doświadczenie ogołoconego bytowania zakłócone jest przez naukowy opis przyrody, który próbuje zastąpić indywidualne przeżycie opisem prawdziwym dla wszystkich ludzi. Opis naukowy nie wyjaśnia, dlaczego chmura (»obłok pary
pochłaniający wszystkie promienie«) budzi w człowieku zachwyt, pobudza wyobraźnię i generuje nieustalone uczucia. Opis naukowy staje się zautomatyzowany, nie uwzględnia oraz nie potrafi uwzględnić pracy wyobraźni w postrzeganiu rzeczy. Thoreau docenia metody naukowe, zauważa jednak, że nie obejmują one wszystkiego. Sławek twierdzi, że filozofia Thoreau jest pasażem, gdzie romantyczność staje się pragmatyczna – nauka i wyobraźnia powinny współpracować w epistemologicznym opisie świata, nie zaś się zastępować. Współczesny człowiek u Thoreau w interpretacji Sławka próbuje zbyt szybko przystosować rzeczywistość do swoich wyobrażeń, podczas gdy najpierw należy uzgodnić filozofię z praktyką postępowania. Takie filozofowanie, zanurzone w realnym świecie, Sławek porównuje do energii, która może ten świat zmieniać, choć nie musi
Sławek dostrzega podobieństwa filozofii Thoreau do filozofii Nietzschego, wskazując między innymi na przywrócenie myślenia w obszar fizjologii. „Wiele fragmentów pism Nietzschego mogłoby się znaleźć w Dzienniku filozofa z Concord”. Nazywa go też „filozofem myślenia niespiesznego”, który nie należy do żadnej szkoły, systemu akademickiego, a jego odnośnikiem refleksji jest własne życie i myślenie

### Natura i ekonomia
Lance Newman twierdzi, że Walden jest manifestem ekonomicznym. Thoreau jest przeciwny kapitalizmowi, jednak nie tylko jeśli chodzi o utrzymywanie luksusów, na które nas nie stać. Samo życie z czyjejś pracy jest niezgodne z naturą. Niszczy ono moralność jednostki, która nie ma kontaktu z pracą. Ta zaś powinna rozwijać jej osobowość, a także relacje społeczne. Praca powinna być związana z naturą, jak na przykład uprawa roślin. Obcowanie z naturą pozwala na poznanie jej ogólnych praw. Prawdy odkryte w drodze intuicyjnego poznania natury są niezwykle istotne dla transcendentalistów, Newman podaje tutaj przykład wody i powietrza – cieczy i gazu, które są także płynami, więc zachowują się podobnie. Dlatego naturalne i nadnaturalne powinny poddawać się poznaniu w podobny sposób. Poznanie natury jest drogą do poznania
świata duchowego i Stworzyciela. Propagowanie swojego sposobu życia w miasteczku, reprezentującym społeczeństwo Nowej Anglii, ma na celu odrodzenie jednostki i społeczeństwa zgodnie z prawami natury

### Problem zła
Bernard Kolowski podnosi problem zła w twórczości transcendentalistów: zło jest brakiem dobra. Takie ujęcie sprawy wydaje się być według niego niewystarczające niektórym czytelnikom.

## Recepcja i wydania
Walden opublikowany został nakładem autora. W ciągu 8 lat rozeszło się  mniej niż 2000 egzemplarzy, a prawdopodobnie około 700 zostało mu zwróconych przez wydawnictwo. Przez kolejne 50 lat Thoreau uważany był za nieznaczącego pisarza, dziwaka, cień Emersona. Walden został określony jako moralizatorski, nikczemny i barbarzyński. Dopiero po śmierci jego popularność wzrosła, przyćmiewając Emersona. Walden ukazywał się w XX wieku między innymi w Argentynie, Niemczech, Holandii, Danii, Szwecji, Norwegii, Finlandii, Czechosłowacji, Włoszech, Grecji, Izraelu, Japonii oraz Rosji. Dziś znajduje się także w całości w The Norton Anthology of American Literature. Walden został doceniony między innymi przez założycieli brytyjskiej Partii Pracy, Marthina Luthera Kinga, ruchu „Zielonych”, Marcela Prousta i Lwa Tołstoja.
W Polsce Walden ukazał się: we fragmentach w Życiu bez zasad (Czytelnik 1983); pierwsze pełne wydanie pojawiło się w 1991 w tłumaczeniu Haliny Cieplińskiej, nakładem oficyny PIW 1991 (ISBN 83-06-01944-X), wznowione przez wydawnictwo Rebis w 1999 i 2010 roku i opublikowane raz jeszcze w ramach Biblioteki Gazety Wyborczej (2005).
W 2009 roku Wydawnictwo Uniwersytetu Śląskiego opublikowało książkę naukową Tadeusza Sławka Henry David Thoreau i wspólnota świata.